# Болгарская комиссия по антарктическим наименованиям
Болгарская комиссия по антарктическим наименованиям (болг. Комисия по антарктическите наименования) основана Болгарским антарктическим институтом в 1994 году, а с 2001 года эта организация связана с Министерством иностранных дел Болгарии. Комиссия одобряет болгарские наименования географических объектов в Антарктике, которые формально даются президентом республики в соответствии с конституцией Болгарии и установленной международной практикой.
Географические наименования отражают историю и практику изучения Антарктики. Страны, участвующие в антарктических исследованиях, дают новые названия безымянным географическим объектам для целей ориентации, логистики и международного научного сотрудничества. В настоящее время существует около 19000 различных антарктических топонимов, более тысячи из которых даны Болгарией. Поскольку болгарская антарктическая станция расположена на Южных Шетландских островах, то и большинство болгарских географических названий сосредоточено в этом районе.
В 1995 году Комиссия выработала свои Топонимические Директивы, в которых в частности была введена Обтекаемая система латинской транслитерации болгарской кириллицы, принятая впоследствии для официального употребления в Болгарии, и окончательно кодифицированная болгарским Законом о транслитерации 2009 года.
Работа Комиссии обеспечивается географической информацией и картографическим материалом, полученными в результате топографических исследований в Антарктике, таких как топографическая съёмка 1995/96 сезона и топографическая экспедиция Тангра 2004/05. Комиссия опубликовала первую болгарскую топографическую карту островов Ливингстон и Гринвич в 2005 году.
Болгарская комиссия по антарктическим наименованиям сотрудничает с другими национальными организациями по антарктической топонимике, как и с международным Научным комитетом по изучению Антарктики. Подробные сведения о болгарских антарктических наименованиях по изучению Антарктики публикуются регулярно на сайте Комиссии, а также в Справочнике СКАР по географическим наименованиям Антарктики.

## Карты опубликованные Комиссией
- Л. Л. Иванов, Станция Святого Климента Охридского, остров Ливингстон, Топографическая карта масштаба 1:1000, Проект Болгарской комиссии по антарктическим наименованиям, поддержанный Атлантическим клубом Болгарии и Болгарским антарктическим институтом, София, 1996 (Первая болгарская антарктическая топографическая карта, на болгарском)
- Л. Л. Иванов Antarctica: Livingston Island, South Shetland Islands (from English Strait to Morton Strait, with illustrations and ice-cover distribution), 1:100000 scale topographic map, Antarctic Place-names Commission of Bulgaria, Sofia, 2005
- Л. Л. Иванов. Антарктика: Остров Ливингстън и острови Гринуич, Робърт, Сноу и Смит. Топографска карта в мащаб 1:120000. Троян: Фондация Манфред Вьорнер, 2009. ISBN 978-954-92032-4-0
- Л. Л. Иванов Antarctica: Livingston Island and Greenwich, Robert, Snow and Smith Islands. Scale 1:120000 topographic map. Troyan: Manfred Wörner Foundation, 2009. ISBN 978-954-92032-6-4